# Buada
Buada este un district din Nauru.

## Geografia

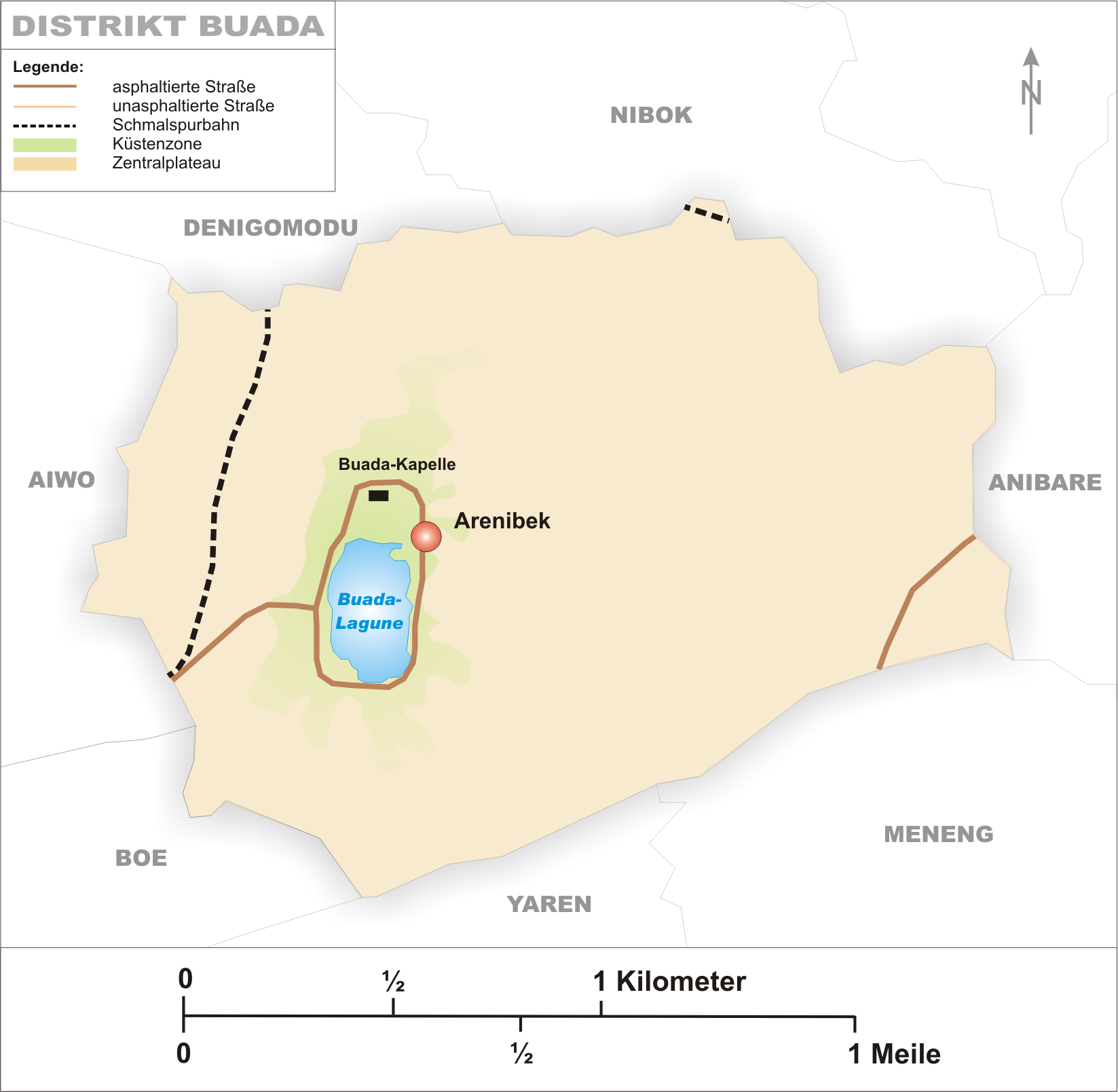
Harta

Este singurul district fără ieșire la mare în Republica Nauru, se află în partea de sud-vest a insulei, și acoperă zona centrală a lagunei Buada. El acoperă o suprafață de 2,6 km², astfel, în comparație cu alte districte din Nauru, este unul dintre cele mai mari districte. Pe teritoriul său se găsește un lac de apă dulce care are o suprafață 0,031 km². Altitudinea medie a districtului este de 20 de metri (minimă: -5 metri în laguna Buada, maximă: 60 de metri).

## Clima
Buada este o regiune fertilă în Nauru și în cea mai mare parte umedă și tropicală din cauza vegetației (în comparație cu restul insulei).

## Demografie
Buada are o populație de aprox. 980 locuitori. 

## Vegetația
Buada are mai multă vegetație decât alte districte, unde, din cauza mineritului, vegetația a dispărut. Proximitatea lagunei Buada a fost un avantaj pentru supraviețuirea vegetației.